# 唐駝
唐駝（1871年—1938年），原名成烈，字孜权，号曲人，江苏武进人，近代中國知名書法家，善于题匾，書法風格時稱“唐體”。曾書《澄衷蒙學堂字課圖說》。曾被称为题额写匾四大圣手。又钻研印刷技术。發明有磨墨機。

## 生平

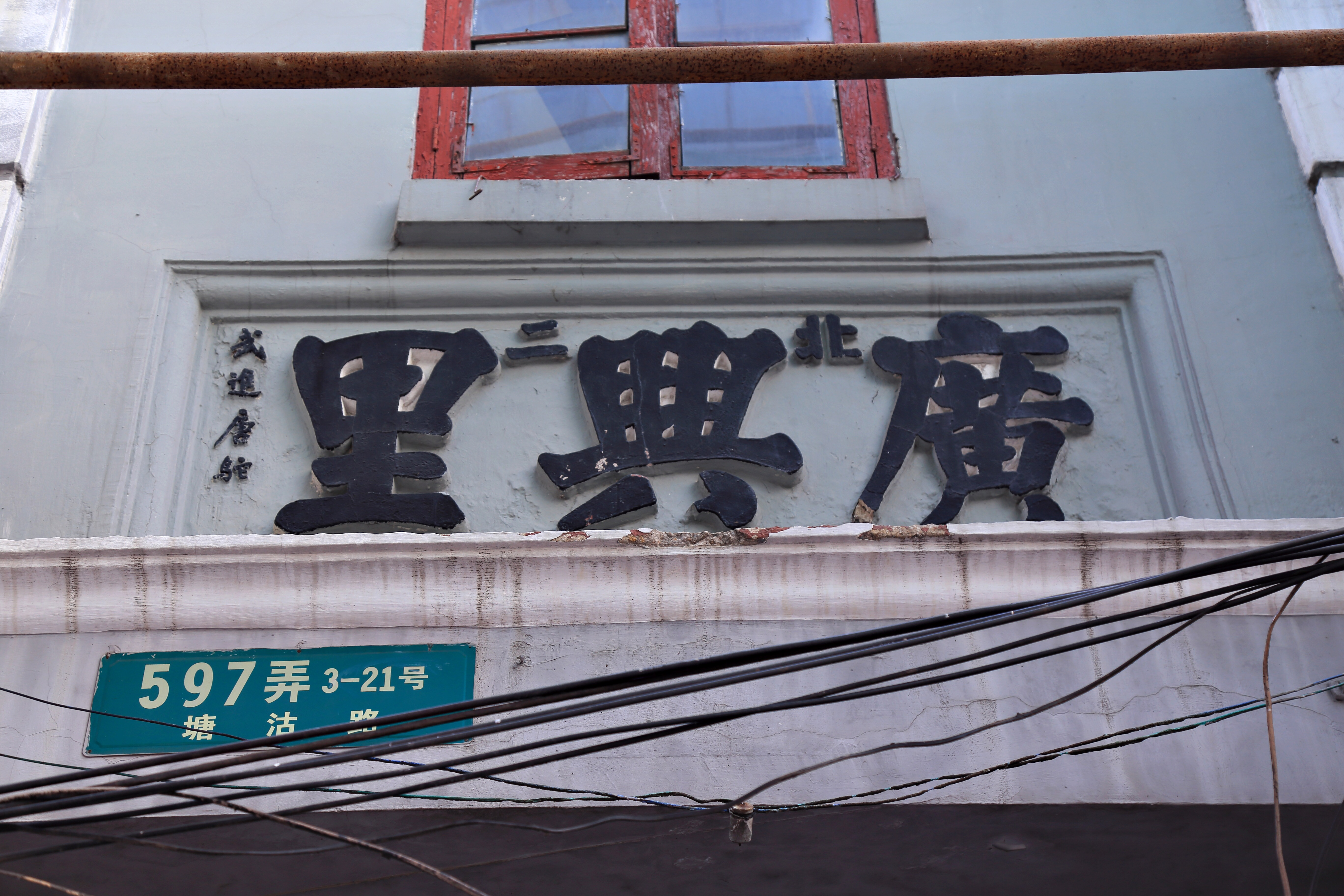
位于塘沽路597弄的广兴里，由唐驼手书的广兴里三字，并附“武进唐驼”落款

幼年丧父，家境贫苦，因苦练书法而写字坐姿不正，致成驼背，遂改名唐驼。
唐驼以书法起家，首先是奇在书法。他的书法既秀美，又遒劲，时称唐体，善于题匾，与沈尹默、马公愚、天台山人并称题额写匾四大圣手。郑逸梅曾评价唐驼：“人们认为他写市招多，未免流入俗媚，不足重。我却带着他一联，和其他书法家的手迹，等量齐观。”。
1901年，唐驼为上海澄衷学堂缮写课本《字课图书》8册，3000多字，全部用正楷书写，清晰优美，名扬沪上，在但他钻研印刷技术，只以卖字为副业。起初为人写市招联额不过系遣兴之作，其后踵门求书者络绎不绝。上海一些里弄也有唐驼题写弄名。
1926年5月29日，上海各界人士及人民群众团体集会游行，以纪念一年前發生的五卅惨案，并在闸北宝兴路方家木桥举行烈士墓奠基典礼。翌日，唐驼题字：“中华民国十五年五月三十日上海各界全体国民为五卅殉难烈士建筑公墓举行奠基礼纪念，唐驼敬书。”唐的家人保存了當時典礼上的题字拓片。
1930年代後，中國國民黨主政的國民政府所發行的纸币及邮票上的“中央银行”、“中华民国邮政”及上述票面四角图案中的“拾圆”、“叁分”等字样也都是出於唐驼之手。
1996年8月15日，唐的家人將當時典礼上的题字拓片捐献给上海市档案馆，作为珍贵档案予以保存。

## 家庭
- 孫：唐秋生[1]